# Alas de mi patria
Alas de mi patria es una película argentina en blanco y negro de género semidocumental dirigida por el chileno Carlos Borcosque sobre su propio guion, que se estrenó el 5 de abril de 1939. Su trama se refiere a la historia de la aviación argentina entre 1908 y 1938 y sus principales protagonistas fueron Enrique Muiño, Malisa Zini , Delia Garcés, Alberto Adhemar, Pablo Palitos, Oscar Valicelli y Daniel Belluscio.

## Producción
En 1937 la empresa Argentina Sono Film contrató a Carlos Borcosque para dirigir 6 películas en 2 años. Borcosque, que era de nacionalidad chilena, había viajado de niño a la Argentina, país donde, ya adolescente, se vinculó a la naciente aeronáutica trabajando como periodista especializado en esa área y obteniendo su brevet de aviador. A los 21 años volvió a su país de nacimiento y sin abandonar su interés por la aviación se dedicó a la cinematografía y dirigió varias películas mudas. Más adelante viajó a Hollywood y trabajó como periodista, ayudante de dirección y, finalmente, como director de cine.
Al ser contratado por Argentina Sono Film escribió el guion de Alas de mi Patria en los 17 días que duró el viaje en barco hasta Buenos Aires. En una época en que el cine argentino trabajaba desorganizadamente, Borcosque llegó con una técnica de trabajo aprendida en Hollywood que era distinta. Hacía planes de trabajo por secuencia: decorados, vestuario, utilería, personajes, etc. y con ello reducía considerablemente los costos. En el filme participó como asesor aeronáutico Raúl Apold, que había sido compañero del director en el Colegio La Salle Buenos Aires, que más adelante tendría un extenso desempeño como Subsecretario de Informaciones durante la presidencia de Juan Domingo Perón.

## Sinopsis
Es una película semidocumental en la cual se narra una trama de ficción engarzada en acontecimientos realmente ocurridos en la historia de la aviación argentina entre 1908 y 1938.

## Reparto
- Enrique Muiño
- Malisa Zini
- Delia Garcés
- Alberto Adhemar
- Pablo Palitos
- Oscar Valicelli
- Daniel Belluscio
- Ricardo Grau
- Claudio Martino
- Ada Cornaro
- Salvador Lotito
- Percival Murray
- Pedro Bibe
- Pedro Farías
- César Fiaschi
- Lydia Lamaison
- Emilio Lazari
- Nita Hudson
- Leo Karr
- Alberto Soria
- Alejandro Beltrami
- Pablo Cumo
- Miguel Coiro
- Arturo Arcari
- Antonio Moro
- Naim Pringles

## Críticas
Sobre la película escribió el crítico Domingo Di Núbila:

”deslumbró a muchos … por los destellos de su realización, particularmente el espectáculo de varias escenas, el empleo frecuente de travellings y el sentido de la dinámica en el montaje. En su ritmo y en toda su concepción y desarrollo visual fue lo más parecido a una típica producción de Hollywood que se había hecho nasta entonces en la Argentina. Contribuyó a establecer confianza en el progreso formal de nuestro cine, dio alas a la imaginación de directores y técnicos y fijó la medida, en el ámbito local, de la vibración que gana un film con el manejo pujante de sus componentes cinéticos. Impulsó, en suma, la agilización de la acción en películas argentinas”